# Silvia Gajdošíková-Belis
Silvia Gajdošíková-Belis (* 1983) je česká výtvarnice, ilustrátorka, scénografka a kurátorka. Zaměřuje se na umělecké zpracování dřeva.

## Technika
Závěsné plastiky jsou zpracovány technikou intarzie (obraz vytvořený skládáním a lepením dýh různých barev a struktur) a inkrustace (vkládání dřevěných či kamenných částí do dřeva). Tyto tradiční techniky jsou pojaty osobitým způsobem, ne pouze jako dekorativní a ornamentální prvek umělecké práce. Výtvarnice vkládá do dřevěných obrazů své představy a myšlenky v podobě snových krajin, přírodních bytostí či abstraktních vizí. Tyto obrazy, vycházející ze skrytých koutů podvědomí, ji obklopují už od narození. Tvoří fantastický vnitřní svět, který se neustále letmo vměšuje do každodenní reality.
Dřevo je pro vizualizaci těchto vnitřních obrazů přirozeným nosným materiálem. Přírodní hmota autorku inspiruje svou strukturou a vyzařuje energii, která podporuje imaginaci a často sama nabízí cestu ke zpracování.
Autorka příležitostně spolupracuje také jako scénografka s režiséry Karlem Králem (divadlo V Dlouhé, Dejvické divadlo, divadlo Na zábradlí), Lindou Duškovou a jako ilustrátorka s časopisem Svět a divadlo.
Vedle výtvarných aktivit je její velkou vášní zpěv. V současnosti se zabývá zpěvem slovanských lidových vícehlasých písní s kapelou Milánosz.

## Výstavy
- 2011 – Galerie Mánes v Praze - Orbis pictus - Play interaktivní instalace "Environmentální hledítka" v rámci výstavy (ve spolupráci s Petrem Niklem a spol.)
- 2012 – Rakousko: OÖ Kulturquartier Linz interaktivní instalace v rámci výstavy Labyrint smyslů
- 2016 – Galerie Ve Věži - Obrazy zpod kůry (samostatná výstava)
- 2016 – 2017 – Zemědělské muzeum, instalace „Recykles“ v rámci interaktivní výstavy ve spolupráci s Tomášem Žižkou a Václavem Kinským na téma les a příběhy stromů
- 2016 – Café Frýda (samostatná výstava)